# Исторически музей (Петрич)
Историческият музей в Петрич е създаден на 8 септември 1966 година, първоначално като музейна сбирка към Народно читалище „Братя Миладинови“. Помещава се в частна сграда, собственост на фамилия Ангови, а през 1974 година се мести в сграда държавна собственост, в която функционира и Народно читалище „Братя Миладинови-1914“. През 2005 година  официално променя статута си на Исторически музей, а от 26 май 2022 година се помещава в сграда, реновирана по съвместния проект „Създаване на културен дипол в трансграничен район Серес-Петрич“, съфинансиран по програма за Трансгранично сътрудничество „ИНТЕРРЕГ V – A ГЪРЦИЯ – БЪЛГАРИЯ 2014-2020“.
Музеят е с модерен индустриален дизайн, сред паркова среда, която прелива върху зелените фасади. Иновативни технологии с холограми, 3D възстановки и киоски, зона за отдих и гледане на филми са на разположение на посетителите.
С похватите на съвременната музеология, с много интерактивни и технологични решения са представени най-ценните артефакти, а експозициите са подредени в три основни направления: Археология, История и Етнография.
Историческият разказ поставя началото си от къснонеолитната култура Тополница – Акропотамос, преминава през великолепието на античния град Хераклея Синтика и трагичната участ на Самуиловите войни, за да ни отведе до Възраждането в земите на Петрич. Най-новата история осветлява неподозирани факти за живота на петричани в пограничния район. Петричкият инцидент от 1925 г. и приносът на фондация „Рокфелер“ са само част от акцентите. Музеят разполага с две зали за временни изложби и Музейна работилница за деца и ученици.

## Обекти
Обекти към Исторически музей Петрич са:
- Праисторическо селище Промахон-Тополница
- Античен град Хераклея Синтика
- Национален парк-музей „Самуилова крепост“
- Къща „Ванга“

## Директори
- Димитрина Бъчварова (1966 - 1990)
- Аделина Лозанова
- Катерина Данаилова
- Методи Бисерков
- Еленита Гълъбова
- Сотир Иванов
- Методи Бисерков (2020 - 2024)
- Иван Петров (2024 - 2025)
- Катя Стоянова (2025 - днес)